# Đức Xương, Lương Sơn
Đức Xương (chữ Hán giản thể: 德昌县, Hán Việt: Đức Xương huyện) là một huyện thuộc Châu tự trị dân tộc Di Lương Sơn, tỉnh Tứ Xuyên, Cộng hòa Nhân dân Trung Hoa. Huyện này có diện tích 2284 km2, dân số năm 2004 là 190.000 người. Huyện Đức Xương được chia thành các đơn vị hành chính gồm 3 trấn, 18 hương và 2 hương dân tộc.
- Trấn: Đức Châu, Vĩnh Lang, Lạc
- Hương: A Nguyệt, Tiền Sơn, Vương Sở, Ba Động, Nhiệt Hà, Đại Sơn, Lục Sở, Thiết Lò, Mã An, Đại Loan, Ma Lật, Ngân Lộc, Miên Xuyên, Khoan Dụ, Tỳ Đạt, Lão Niễn, Đại Lục Tào.
- Hương dân tộc Lật Túc Kim Sa, hương dân tộc Lật Túc Nam Sơn.